# عثمان سعدي
عثمان سعدي (1930 - 30 نوفمبر 2022)، هو كاتب ودبلوماسي جزائري.

## مسيرته
عثمان سعدي من مواليد 1930 بدوار ثازبنت ولاية تبسة، ناضل منذ شبابه المبكر في حزب الشعب الجزائري، وانخرط في صفوف جبهة التحرير الوطني منذ تأسيسها وعمل في ممثليها بالمشرق العربي. هجر المدرسة الفرنسية بعد مجازر 8 ماي 1945. متخرج من معهد عبد الحميد بن باديس بقسنطينة عام 1951، حاصل على الإجازة في الآداب من جامعة القاهرة سنة 1956 والماجستير من جامعة بغداد سنة 1979 والدكتوراه من جامعة الجزائر سنة 1986. مناضل في جبهة التحرير الوطني منذ تأسيسها. أمين دائم لمكتب جيش التحرير الوطني بالقاهرة في أثناء الثورة المسلحة.
رئيس البعثة الديبلوماسية بالكويت 1963 ـ 1964. قائم بالأعمال بالقاهرة 1968 ـ 1971. سفير في بغداد 1971 ـ 1974. سفير في دمشق 1974 ـ 1977.
عضو مجمع اللغة العربية الليبي في طرابلس ـ ليبيا.
عضو المجلس الشعبي الوطني من 1977 إلى 1982، عضو باللجنة المركزية لجبهة التحرير الوطني من 1979 إلى 1989، رئيس الجمعية الجزائرية للدفاع عن اللغة العربية منذ عام 1990.. أشرف على إصدار كتاب: [الجمعية الجزائرية للدفاع عن اللغة العربية: خمس عشرة سنة من النضال في خدمة اللغة العربية، طبع الجزائر سنة 2005. وهو المدير المسؤول على مجلة الكلمة لسان حال الجمعية.
رئيس لجنة الإشراف العلمي على إعداد المعجم العربي الحديث، الذي تبنى إصداره الصندوق العربي للإنماء الاقتصادي والاجتماعي بالثمانينيات، ولم يكتب له الصدور.
انتخب عن دائرة تبسة نائبا بالمجلس الشعبي الوطني (1977 - 1982). كما انتخب من المؤتمر الرابع لحزب جبهة التحرير الوطني (1979) عضوا للجنة المركزية.
حاصل على جائزة أهم مؤسسة فكرية عربية وهي مؤسسة الفكر العربي سنة 2005، وعلى جائزة الريشة الذهبية لبلدية سيدي امحمد بالجزائر.
ينتمي الدكتور عثمان سعدي إلى أكبر قبيلة أمازيغية وهي قبيلة النمامشة، وهو يملك العربية والأمازيغية. عندما أصدر كتابيه عروبة الجزائر عبر التاريخ (1983) والأمازيغ عرب عاربة (1996)، أورد بهما مختصرين لغويين يؤكدان عروبة اللغة الأمازيغية.

## من مؤلفاته
- تحت الجسر المعلق (مجموعة قصصية 1973)، هي أحداث حقيقية بالثورة الجزائرية صيغت في قالب قصصي. طبعت ثلاث طبعات.
- دمعة على أم البنين (رواية)، مرثية زوجة المؤلف.
- قضية التعريب في: الجزائر بيروت 1967، القاهرة 1968: دراسة نبهت، مباشرة بعد استقلال الجزائر، إلى خطورة الإبقاء على هيمنة اللغة الفرنسية على إدارة الدولة الجزائرية المستقلة. لم يجد المؤلف مطبعة لطبعه بالجزائر فطبع في بيروت والقاهرة.
- عروبة الجزائر عبر التاريخ: الجزائر 1983 و1985: هذا كتاب يستعرض عروبة الجزائر عبر التاريخ من الجانبين التاريخي والثقافي. دراسة تاريخية تثبت عروبة سكان الجزائر، منذ القدم، بما فيهم الأمازيغ الذي يعد المؤلف واحدا منهم (ينتسب إلى قبيلة النمامشة).
- الثورة الجزائرية في الشعر العراقي: بغداد 1981، الجزائر 1985، 2001. عمل ميداني قام به المؤلف عندما كان سفيرا في بغداد، فجمع 107 شاعر وشاعرة من العراق، نظموا 255 قصيدة في الثورة الجزائرية، منهم شعراء كبار كالجواهري، وبدر شاكر السياب، وعبد الوهاب البياتي، ونازك الملائكة، وغيرهم.
- قضية التعريب في الجزائر: كفاح شعب ضد الهيمنة الفرنكفونية الجزائر 1993، دراسة تبين استمرار هيمنة اللغة الفرنسية على إدارة الدولة الجزائرية، وتهديدها للسيادة الوطنية ولاستنقلال البلاد.
- الأمازيغ عرب عاربة: الجزائر 1996، طرابلس ليبيا 1998.
- الثورة الجزائرية في الشعر السوري: الجزائر 2005: عمل ميداني قام به المؤلف عندما كان سفيرا بدمشق في السبعينيات من القرن الماضي، جمع خلاله 199 قصيدة قالها 64 شاعرا وشاعرة في الثورة الجزائرية، ويضم شعراء كبار ا من أمثال سليمان العيسى، ونزار قباني وغيرهم.
- وشم على الصدر (رواية) الجزائر 2006.
- معجم الجذور العربية للكلمات الأمازيغية. طبع الجزائر في 2007. نشره مجمع اللغة العربية في طرابلس ليبيا.
- التراث الشعبي والشعر الملحون في الجزائر لمحمد البشير الإبراهيمي، تحقيق عثمان سعدي، الجزائر 2010.
- في ظلال قِرطا (قسنطينة)، (السيرة الذاتية للمؤلف) الجزائر 2011.
- الجزائر في التاريخ، الجزائر 2011، يتناول التاريخ من العصر الحجري وحتى 1954.
- العديد من المحاضرات، والأوراق التي ساهم فيها في ندوات عربية وعالمية.
- العديد من المقالات في الجرائد الجزائرية. حيث شارك في جريدة الشروق اليومي في حلقتين (العددان 4358 و4359) سنة 2014 ميلادية - 1435 هجرية. عنوانهما على التوالي: «الأمازيغية لهجات حول الكنعانية قبل الإسلام وحول العدنانية بعده» و«السنة الأمازيغية ليست أقدم من التقويم الميلادي والتقويم الهجري».